# Teden Mengi
Teden Mambuene Mengi (født 30. april 2002) er en engelsk professionel fodboldspiller, som spiller som forsvarsspiller for EFL Championship-klubben Luton Town.

## Klubkarriere

### Manchester United
Mengi blev del af Manchester Uniteds ungdomsakademi i en alder af syv. Han fik sin debut for førsteholdet den 5. august 2020 i en UEFA Europa League-kamp imod LASK.

#### Lejeaftaler
Mengi blev i februar 2021 udlejet til Derby County. Han imponerede fra start hos Derby, men led i april en skade, og vendte derfor tilbage til Manchester United.
Efter at have kommet sig over skaden, blev han i januar 2022 udlejet til Birmingham City.

### Luton Town
Mengi skiftede i august 2023 til Luton Town på en permanent aftale.

## Landsholdskarriere
Mengi har repræsenteret England på flere ungdomsniveauer.

## Privat
Mengi er født i Manchester. Han er af angolansk og congolesisk afstamning.